# Жиу-Парошени (Хунедоара)
Жиу-Парошени (рум. Jiu-Paroșeni) насеље је у Румунији у округу Хунедоара у општини Вулкан. Oпштина се налази на надморској висини од 640 m.

## Становништво
Према подацима из 2002. године у насељу је живело 1947 становника.

### Попис2002.
| Расподела становништва по националности 2002.‍ | Расподела становништва по националности 2002.‍ | Расподела становништва по националности 2002.‍ | Расподела становништва по националности 2002.‍ | Расподела становништва по националности 2002.‍ |
| --------------------------------------------- | --------------------------------------------- | --------------------------------------------- | --------------------------------------------- | --------------------------------------------- |
|                                               |                                               |                                               |                                               |                                               |
| Румуни                                        | Румуни                                        |                                               | 1.787                                         | 91,8%                                         |
| Мађари                                        | Мађари                                        |                                               | 104                                           | 5,3%                                          |
| Роми                                          | Роми                                          |                                               | 39                                            | 2,0%                                          |
| Немци                                         | Немци                                         |                                               | 9                                             | 0,5%                                          |
| Пољаци                                        | Пољаци                                        |                                               | 7                                             | 0,4%                                          |